# Viação Redentor
Viação Redentor é uma empresa brasileira de transporte coletivo urbano da cidade do Rio de Janeiro. É uma concessionária municipal filiada ao Rio Ônibus.
No dia 24 de junho de 1950, (num sábado, dia de abertura da copa do mundo no Brasil com a partida entre Brasil e México, no recém-inaugurado Maracanã), nascia a Viação Redentor. Sua 1ª sede era na Estr. Intendente Magalhães 712, Campinho. Inicialmente, possuía aprox. 17 funcionários numa frota de seis carros, formada de 04 Berliet e 02 Chevrolet importados. Antigos registros associados com relatos históricos apontam que no início, a Redentor operou a linha S-16 - Cascadura x Escola de Aviação (Av. Ernani Cardoso, Lgo do Campinho, Estr. Int. Magalhães até a Estr. Marechal Mallet). Já em 1955, esta linha S-16 foi estendida até Bangu, mudando para o n° S-18 (tempos depois teve outra mudança para S-12). Outra linha operada pela empresa foi a S-17 - Cascadura x Campo Grande (via Pça Montese e Pça Gen. Aranha) e também, a linha S-27 – Cascadura x Anchieta.
Com as determinações do governo Carlos Lacerda, no início dos anos 60, a Redentor (que tinha ônibus na frota) acabou sendo transferida para a Zona Sul para substituir as linhas de lotação, São Salvador x Leblon (via Jóquei) e São Salvador x Leblon (via Copacabana) que logo depois foram para a Viação Palácio (545XX). Em 1964, a Redentor foi transferida novamente, dessa vez, para Jacarepaguá, onde nunca mais saiu.
A Redentor pegou uma única e longa linha, Candelária x Freguesia (via Bonsucesso), logo denominada de 267 (e alterada para Lgo. São Francisco “via Méier”). A seguir inaugura a linha 266 - Lgo de São Francisco x Taquara. Vale ressaltar que estes “trajetos” foram explorados, anteriormente, com outra numeração (254 e 255) pela Viação Taquara S/A (495XX), que foi “obrigada” a ir para a zona sul. Em 1967, a empresa possuía 32 carros, porém com a promulgação de 1968, a Redentor deu um salto empreendedor muito grande, absorvendo duas empresas de uma só vez, 31 carros da Viação Cisiotar Ltda; com as linhas 636 – Pça. S.Pena x Gardênia Azul e 748 – Cascadura x Barra, e 15 carros da N.S. do Loreto, com a linha 766 - Freguesia x Pavuna.
Em 1969 é criada a linha 750 - Cidade de Deus x Barra da Tijuca, com acréscimo de frota de 20 carros, totalizando assim, 98 carros. A expansão continuou nos anos 70, com a aquisição da Viação Ocidental e seus 88 carros, daí por diante a empresa prosperou em linhas e frota (inclusive com os famosos "frescões"), se tornando assim, uma das maiores empresas do município do Rio de Janeiro.
No início de 1986, a empresa foi encampada pelo então governador Leonel Brizola. Um ano depois, o sucessor de Brizola (Moreira Franco) devolve a companhia à iniciativa privada.
Em 1991, Iniciou-se um processo de cisão, o que deu origem ao chamado Grupo Redentor, formado pelas empresas: Transportes Barra, Transportes Futuro, Litoral Rio Transportes e a própria Viação Redentor. A Litoral Rio se separou do grupo em 2005, na qual se tornou uma empresa independente.
Permaneceu o então chamado Grupo Redentor composto pela própria (Viação Redentor), Transportes Barra e Transportes Futuro.
A mesma atua na ligação da região da Barra da Tijuca e Jacarepaguá aos bairros do Centro, Grande Tijuca e Grande Méier.
Após a padronização imposta pelo poder público municipal em 2010, deixou suas cores originais e adotou a pintura do Consórcio Transcarioca, dentro do qual passou a atuar.  Um de seus diretores tornou-se presidente do Consórcio.